# Oemida lacustris
Oemida lacustris là một loài bọ cánh cứng trong họ Cerambycidae.